# Драгоценные зёрна
«Драгоценные зёрна» — художественный фильм режиссёров Александра Зархи, Иосифа Хейфица и Семёна Деревянского 1948 года.
Пятикурсницу Антонину Уварову направляют в колхоз с дипломным заданием — выпустить три номера выездной районной газеты «За высокий урожай». В первом номере, не разобравшись, она хвалит комбайнера Яшкина и высмеивает агронома Архипова. На самом же деле Яшкин работает халтурно, оставляя после себя много зерна. Его поддерживает председатель райисполкома Королёв, для которого главное — быстрее убрать урожай, не считаясь с потерями, отчитаться перед руководством, получить премии и почести. Агроном же считает, что нужно избегать потерь, добросовестно убирать весь урожай. Уварова с помощью секретаря райкома Ивашина постепенно понимает суть конфликта между Архиповым и Королёвым и становится на сторону агронома, с которым у неё завязываются любовные отношения.
Актёрам удалось создать яркие интересные образы. Очень ярко в этом фильме сыграли свои роли П. Кадочников и Г. Кожакина.

## В ролях
- Галина Кожакина — Антонина Петровна Уварова, студентка, редактор выездной газеты
- Борис Жуковский — Константин Федотович Королев, председатель Большеозёрского райисполкома
- Олег Жаков — Михаил Петрович Ивашин, секретарь райкома
- Павел Кадочников — Иван Гаврилович Архипов, агроном
- Николай Дорохин — Бережной, председатель колхоза «Победитель»
- Василий Ванин — Андрей Иванович Курочкин, инспектор по приёмке качества полей
- Валентина Телегина — Варвара Степановна Курочкина, повариха на полевом стане
- Пётр Алейников — Николай Севостьянович Яшкин, комбайнёр
- Людмила Шабалина — Мария Николаевна Харитонова, комбайнёр
- Ростислав Плятт — Илья Михайлович Грач, наборщик; по самоаттестации его героя — метранпаж
- Ольга Аросева — Надежда, животновод
- Борис Кудряшов — Клешнин, печатник
- Сергей Филиппов — Колечкин, заведующий чайной (эпизод)
- Татьяна Пельтцер — стенографистка - сотрудник областной редакции (эпизод) / нет в титрах

## Съёмочная группа
- Режиссёры: Александр Зархи, Иосиф Хейфиц, Деревянский Семён
- Сценарист: Эсфирь Буранова
- Главный оператор: Сергей Иванов
- Композитор: Венедикт Пушков
- Текст песен: Александр Прокофьев